# لويس فيليبي ريستريبو
لويس فيليبي ريستريبو (بالإنجليزية: Luis Felipe Restrepo) هو قاضي ومحامي أمريكي، ولد في 1959 في ميديلين في كولومبيا.